# Kevin Wilkinson
Kevin Michael Wilkinson, född 11 juni 1958 i Stoke-on-Trent, Staffordshire, England, död 17 juli 1999 i Baydon nära Swindon, var en trummis som spelade med många popgrupper, som League of Gentlemen (1980), The Waterboys (1983–1984), China Crisis (1985–1989) och Squeeze (1995–1996). Han spelade dessutom för Holly Beth Vincent (1981–1982).
Under större delen av sin karriär var Wilkinson en studiomusiker, som spelade med så olika artister som Fish, The Proclaimers, China Crisis och Howard Jones.
Wilkinson begick självmord den 17 juli 1999, i åldern 41, genom att hänga sig i familjens hem i Baydon, nära Swindon. Han efterlämnade sin fru (Marilyn Fitzgerald) och sina tre barn (Finn, Josie och Ellie).